# Francesc Alió i Brea

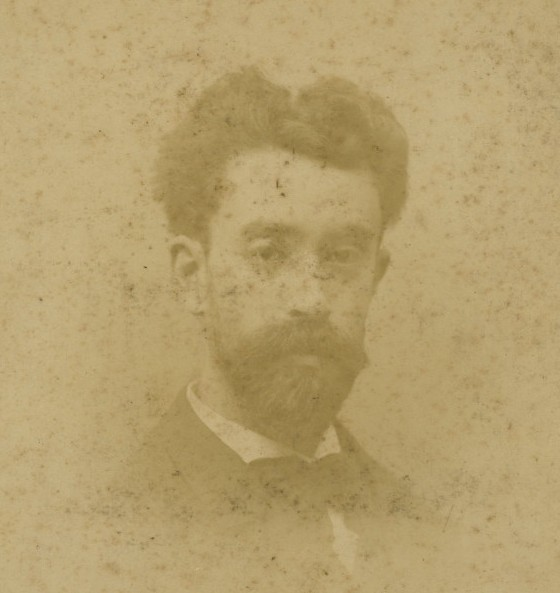
Francesc Alió i Brea

Francesc Alió i Brea (* 27. März 1862 in Barcelona; † 31. März 1908 ebenda) war ein katalanischer Komponist, Pianist und Musikwissenschaftler. Er war einer der führenden Musikerpersönlichkeiten der Katalanischen Renaixença-Kulturbewegung des späten 19. Jahrhunderts. 1892 schrieb er die Musik zur heutigen katalanischen Nationalhymne Els Segadors als neue Harmonisation auf ein altes Volkslied.

## Leben und Werk
Alió studierte Klavier bei Carles Vidiella sowie Komposition bei Anselm Barba, Antoni Nicolau und Felip Pedrell. Seine Sechs Melodien für Gesang und Klavier von 1887 bilden zusammen mit dem Zyklus La Primavera von Felip Pedrell die ersten Beispiele für das Katalanische Lied (El lied català). Im selben Jahr veröffentlichte er auch seine Fünf Lieder für Gesang und Klavier. In diesen Kompositionen setzte Alió Gedichte von Àngel Guimerà, Francesc Matheu i Fornells, Apel·les Mestres und Jacint Verdaguer in Musik um.
In Zeitschriften wie La Renaixença, L’Avenç und El Poble Català veröffentlichte er Musikkritiken in einem für die Moderne offenen Geiste. Als Musikwissenschaftler sammelte er katalanische Volkslieder und veröffentlichte diese 1891 in den Cançons populars catalanes in eigenem Arrangement zum Teil mit Klavierbegleitung. Durch seine Arbeit fand das katalanische Volkslied eine neue Verankerung im Bürgertum. Die katalanische Volksmusik inspirierte viele seiner Kompositionen.

## Werke

### Gesang
- Sechs Melodien für Gesang und Klavier (1887)
- Fünf Lieder für Gesang und Klavier (1887, nach Gedichten von Àngel Guimerà, Francesc Matheu i Fornells, Apel·les Mestres und Jacint Verdaguer)
- Cançons populars catalanes (23 Katalanische Volkslieder).

### Klavier
- Ballet.
- Marxa fantàstica.
- Nota de color.
- Barcaroles.